# Werner Schuck
Werner Schuck (* 20. Januar 1957) ist ein ehemaliger deutscher Fußballspieler.

## Werdegang
Der Stürmer Werner Schuck begann seine Karriere bei den Sportfreunden Paderborn und wechselte später zu Grün-Weiß Paderborn. Im Sommer 1978 wechselte Lange dann zum Lokalrivalen TuS Schloß Neuhaus, der sich gerade für die neu geschaffene Oberliga Westfalen qualifiziert hatte. Mit den Neuhäusern wurde Schuck vier Jahre später Meister und schaffte den Aufstieg in die 2. Bundesliga. Er gab sein Zweitligadebüt am 7. August 1982 bei der 0:2-Niederlage der Neuhäuser gegen den SV Waldhof Mannheim. Am Saisonende stieg Schuck mit seiner Mannschaft als Tabellenletzter ab. Er absolvierte 27 Zweitligaspiele und erzielte dabei sieben Tore. Nach dem Abstieg spielte Schuck noch bis 1985 für den TuS Schloß Neuhaus sowie in der Saison 1985/86, nach der Fusion mit dem 1. FC Paderborn, für den TuS Paderborn-Neuhaus.
Nach dem Ende seiner aktiven Karriere trainierte Schuck noch diverse Amateurvereine wie den SV Atteln, die DJK Kleinenberg, Blau-Weiß Paderborn und den FC Neuenheerse Herbram.